# Берзем
Берзе́м (фр. Berzème) — деревенское поселение, французская коммуна межмуниципального сообщества «Фонд Берга и Коирон» в департаменте Ардеш, региона Рона — Альпы. Деревня известна ежегодными традиционными балами — «Berzème Ball», которые проводятся в июле в течение трёх ночей. По этому случаю на площади и вокруг мэрии Рона — Альпы собирают тысячи людей разных возрастов.
Жители называют себя «бержемы» и «бержемцы»

## История
На территории селения обнаружены останки древний керамики и плитки времён галло-римской культуры. Письменные источники 1170 года упоминают поместную церковь у подножья фр. Château d’Allier. В XVII веке территория переходит во владение семьи Файон (фр. Fayon), а в XVIII веке продаётся. В ранние времена в деревне Берзем жили сборщики налогов.
Во времена религиозных войн старый замок Берзем был разрушен и восстановлен вновь в XV веке.

## Достопримечательности
- Старинный двухэтажный замок типичной сельской архитектуры, восстановленный в период с XV по XVI век, украшает базальтовый фасад и две круглые башни по бокам.
- Большинство домов в деревне сделаны из базальта и сохранились с конца XV века.
- Нео-романская церковь известна своей старинной деревянной колокольней XVIII века.
- Часовня муниципалитета XIX века.

## Географическое положение
Селение Берзем располагается на плато Коирон (фр. Coiron), состоящего из лавы и базальта. Через территорию деревни протекают реки Пейр (фр. Payre) и Лавезон (фр. Lavézon — «зона лавы»). Берзем соседствует с Дарбром и Сен-Поном. Следующий по величине город Обена расположен в 14 милях к юго-западу от Берзема.

## Демография
| 1962 | 1968 | 1975 | 1982 | 1990 | 1999 | 2006 |
| ---- | ---- | ---- | ---- | ---- | ---- | ---- |
| 166  | 173  | 123  | 131  | 107  | 135  | 138  |